# Авья, Леони
Леони Авья (фр. Léonie Aviat, 16 сентября 1844, Сезанн — 10 января 1914, Перуджа), религиозное имя Франциска де Сале (фр. Françoise de Sales) — исповедница римско-католической религии и соучредителем вместе с Луи Бриссоном Сестёр, посвящённых св. Франциску де Сале.
Авья два раза служила генеральной настоятельницей своего ордена, хотя в промежуточный период между этими двумя сроками пришлось бороться с неуважением со стороны двух её непосредственных преемников. Единственная цель монахини была сосредоточена на тех, кто ищет работу, пытаясь соединить работу и веру как нечто неразделимое, что ведет к повышению уровня жизни и труда как права и части человеческого достоинства.
Авья была канонизирована 25 ноября 2001 года.

## Жизнь
Леони Авья родилась в Сезанне 16 сентября 1844 года в семье лавочников Теодора Авья и Эмили Кайот; она была крещена 17 сентября в приходской церкви. В 1845 году она поступила в монастырскую школу ордена Посещения в Труа на пансион. Во время обучения в школе с 1845 по 1860 год её учили — и осуществляли духовное руководство — Слуга Божья Мари де Сале Шаппуи (старшая) и капеллан Блаженный Луи Бриссон. Авья получила своё первое причастие и свою конфирмацию от епископа Труа Пьера-Луи Кёра (фр. Pierre-Louis Coeur) 2 июля 1856 года. Возвращение Леони домой в 1860 году было далеко не спокойным. Оба её родителя хотели, чтобы она вышла замуж за некоего богатого человека, и когда Авья объявила о своём намерении стать религиозным человеком, её отец высказал своё несогласие. В 1866 году она отправилась в духовное уединение, чтобы узнать своё будущее. Авья подошла к Бриссону и Шаппуи, которые посоветовали ей подождать. Она ещё более утвердилась в своём призвании, когда она посетила одну из фабрик в Сезанне, где изготавливались и ремонтировались очки: вид работника, выполняющего свою работу под присмотром, вдохновил её быть с ними, чтобы давать людям советы и вести их к Богу, подтверждая при этом важность их работы. Бриссон беспокоился о мужчинах и женщинах, которые переехали из сельских районов в промышленно развитые города, чтобы найти работу на заводах и текстильных фабриках. Эти люди часто оставались без крова, и это побудило его подумать о создании новой религиозной общины, призванной помочь им.
Он посоветовался с Авья, надеясь, что она поможет ему в этом деле. Она начала свой путь к религиозной жизни 11 апреля 1866 года вместе со своей подругой Люси Канё, бывшей подругой в интернате. 30 октября 1868 года Авья и Бриссон вместе основали орден Сестёр, посвящённых св. Франциску де Сале, чтобы контролировать образование девочек.
30 октября 1868 года — с Канё (которая стала Жанна-Мари) — она получила новую конгрегацию от епископа Гаспара Мермийо, с новым религиозным именем: «Франциска де Сале». Она продолжала создавать приходские школы и женскую школу-интернат в Париже, а также руководила рабочими, оставляя их занятыми во время Франко-прусской войны и помогая эльзасским иммигрантам после окончания войны. Авья исполнила свою клятву 11 октября 1871 года монсеньору Сегуру. Она стала первым генеральным настоятелем этой конгрегации и отслужила два отдельных срока в должности, первый с 20 сентября 1872 года по 8 октября 1879 года, когда она с радостью ушла в отставку. Однажды в 1873 году ей приписали излечение абсцедированной пяточной кости пациента с использованием реликвии Святого Франциска де Сале.
Но новый генеральный настоятель продемонстрировал явное неуважение к Авья, о котором говорили другие. Авья не жаловалась и не упоминала об этом и о своих внутренних страданиях сообщала лишь Богу. В 1881 году этот генеральный настоятель подал в отставку после пребывания в должности с нарушениями, а новая Луиза-Эжени отправила Авья во французскую столицу Париж для управления школой-пансионом на улице де Вожирад. Авья заслужила их уважение благодаря своей работе. 15 сентября 1884 года её старшая подруга Жанна-Мари была назначена генеральным настоятелем, и её отношение к Авья было, на удивление, довольно неприятным. Но Авья признала, что Бог поместил их на противоположных сторонах, и мало что говорила об этом другим. В 1889 году её сменили на посту главы парижской школы-интерната, несмотря на то, что ей не хотелось уходить, и поэтому она вернулась в Труа. Однажды ночью в сентябре 1893 года она была в Париже и услышала чёткий голос, в котором говорилось, что она снова будет выбрана следующим Генеральным настоятелем. Авья обернулась и обнаружила, что она одна в своей комнате, и на следующее утро она была переизбрана на должность генерального настоятеля. Она поняла это как знак того, что Иисус хотел управлять орденом через неё. На её выборах произошёл фурор, так как многие любили и уважали Авья и её работу.
Антиклерикальные законы и полная секуляризация Франции в 1905 году начались с секуляризации религиозных домов и изгнания постояльцев. 11 апреля 1904 года — в рамках подготовки к этому — она и другие религиозные деятели перенесли свой материнский дом в Перуджу в Италии, чтобы избежать антиклерикализма и оставаться активными, несмотря на то, что не знали итальянского языка. В 1908 году, находясь в своей комнате, у Леони было ужасное предчувствие, что Бриссон подходит к концу своей жизни, и она начала плакать. Две монахини пришли в её комнату и попытались её успокоить, но вскоре она получила телеграмму, информирующую её о состоянии Бриссона. Через две недели священник умер. Авья присутствовала на похоронах. Устав ордена получил одобрение от Папы Пия X в апреле 1911 года. 26 декабря 1913 года она была прикована к постели с высокой температурой, которая ухудшилась 9 января 1914 года, поэтому Авья получила последние обряды. Она умерла от бронхопневмонии 10 января 1914 года. 9 апреля 1961 года её останки были вывезены из места их пребывания в Перудже в Труа в церковь Святого Гилла, которой управлял её орден; останки были осмотрены 11 апреля 1961 года в рамках процесса канонизации.

## Почитание
Смерть Леони в 1914 году вызвала общее уважение к ней как к святой. 1 июля 1936 года её духовные труды были признаны ортодоксальными, в результате чего папа Пий XII 9 апреля 1957 года назвал её Слугой Божьей. Подтверждение её героической добродетели 1 декабря 1978 года позволило папе Иоанну Павлу II назвать её досточтимой. Подтверждение чуда из Южной Африки послужило её беатификации 27 сентября 1992 года. Папа Иоанн Павел II беатифицировал Авья 27 сентября 1992 года на площади Святого Петра. Чудо канонизации касалось излечения Бернадетт МакКензи (четырнадцати лет) из Филадельфии в Соединённых Штатах Америки от заболевания позвоночника, связанного с параличом. Иоанн Павел II канонизировал Авья на площади Святого Петра 25 ноября 2001 года.

### Покровительство
Авья является святой покровительницей Юго-Западной Марны вместе с Обом и Сезанном; она также является сопокровителем созданного ею ордена.

## Признание
Школа (en:Mount Aviat Academy) в Чайлдсе, которую её орден основал в 1960 году, названа в её честь. В Манта в Эквадоре была создана Unidad Educativa Leonie Aviat после объединения двух школ, Санта-Эсперанса номер 2 и колледжа Frances de Sales Aviat.